# Juliana
Juliana je žensko osebno ime.

## Izvor imena
Ime Juliana je različica ženskega osebnega imena Julija.

## Pogostost imena
Po podatkih Statističnega urada Republike Slovenije je bilo na dan 31. decembra 2007 v Sloveniji število ženskih oseb z imenom Juliana: 18.

## Osebni praznik
Osebe z imenom Juliana lahko godujejo takrat kot osebe z imenom Julija.